# Peniophorella compta
Peniophorella compta är en svampart som först beskrevs av H.S. Jacks., och fick sitt nu gällande namn av K.H. Larss. 2007. Peniophorella compta ingår i släktet Peniophorella, klassen Agaricomycetes, divisionen basidiesvampar och riket svampar.   Inga underarter finns listade i Catalogue of Life.